# ژیان‌مرغ زمینی کوچک
ژیان‌مرغ زمینی کوچک (نام علمی: Syrtidicola fluviatilis) گونه‌ای از پرندگان تیرهٔ ژیان‌مرغان و تنها گونه‌ای است که در سردهٔ Syrtidicola قرار دارد. در آمازون برزیل، پرو و بولیوی و همچنین مناطق کوچک‌تر کلمبیا و اکوادور یافت می‌شود. زیستگاه طبیعی آن درختچه‌زارها و رودخانه‌های مناطق نمناک نیمه‌گرمسیری یا گرمسیری است.